# Église Madonna del Terremoto
L'église Madonna del Terremoto (en italien : Chiesa della Madonna del Terremoto) est un des édifices religieux de la ville de Mantoue, construite sur la Piazza Canossa.
L'église Madonna del Terremoto a été construite en  1754 en mémoire de la protection de la ville par l'icône lors du séisme de 1693. L'édifice est situé piazza Canossa, juste en face du palais Canossa ancienne résidence de la famille Canossa.
L'intérieur en style baroque, constitué d'une petite nef et par un presbytère fermé par une grille conservait jadis deux retables de Giuseppe Bazzani, l’Adorazione dei Pastori et la Pietà, désormais au Museo diocesano di arte sacra Francesco Gonzaga de la ville.

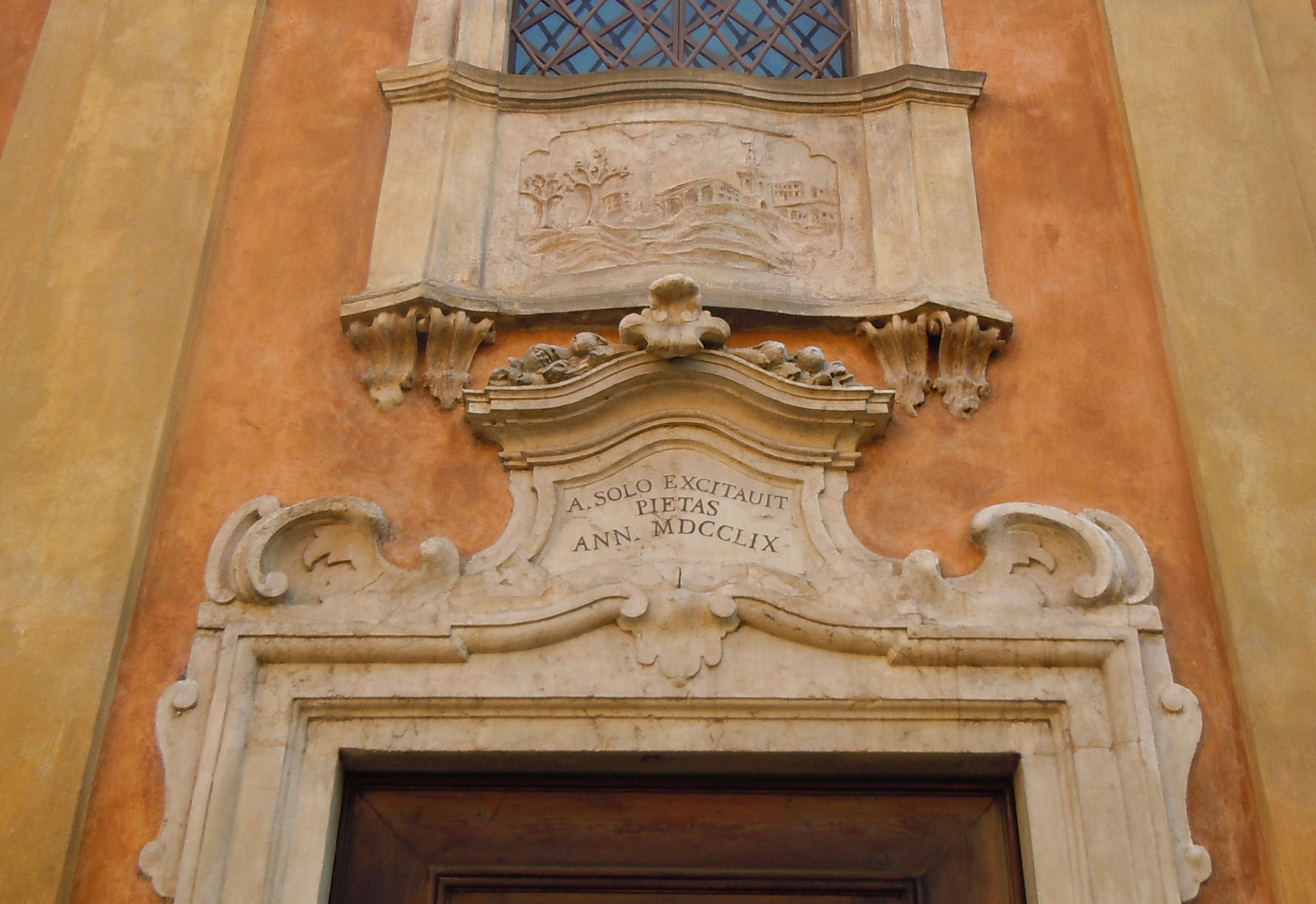
Détail du portail

## Sources
- (it) Cet article est partiellement ou en totalité issu de l’article de Wikipédia en italien intitulé « Chiesa della Madonna del Terremoto » (voir la liste des auteurs).